# Ólafur Þórðarson
Ólafur Þórðarson (22 agosto 1965) è un allenatore di calcio ed ex calciatore islandese, di ruolo centrocampista.

## Biografia
È il fratello minore di Teitur Þórðarson.

## Carriera

### Giocatore

#### Club
La carriera di Þórðarson cominciò con la maglia dello ÍA Akranes, prima di passare ai norvegesi del Brann. Esordì nella 1. divisjon in data 30 aprile 1989, nella sconfitta per 4-2 in casa del Viking. L'11 giugno successivo, arrivarono le prime reti: fu autore di una doppietta nella vittoria per 4-2 sul Mjølner. Nel 1991, si trasferì al Lyn Oslo, esordendo in squadra il 28 aprile: fu titolare nel 2-0 inflitto al Molde. Segnò il primo gol con questa casacca il 20 maggio 1991, nel 3-2 con cui il Lyn superò il Lillestrøm. Tornò poi in patria, prima allo ÍA Akranes e poi al Fylkir. Chiuse la carriera da calciatore allo ÍA Akranes nel 2002.

#### Nazionale
Conta 72 presenze e 5 reti per l'Islanda, collezionate tra il 1984 ed il 1996.

### Allenatore
Fu allenatore-giocatore al Fylkir e allo ÍA Akranes. Dopo essersi ritirato dall'attività agonistica, fu scelto come tecnico del Fram Reykjavík. Dal 2009 al 2011, guidò nuovamente il Fylkir. Dal 2012 fu il tecnico del Víkingur, incarico che mantenne fino a quando si dimise il 15 luglio 2015.

## Palmarès

### Giocatore

#### Competizioni nazionali
- Campionato islandese: 8

ÍA Akraness: 1983, 1984, 1993, 1994, 1995, 1996, 2001
- Coppa d'Islanda: 6

ÍA Akraness: 1983, 1984, 1986, 1993, 1996, 2000
- Coppa di Lega islandese: 1

ÍA Akraness: 1996
- 1. deild karla: 1

Fylkir: 1999

### Allenatore

#### Competizioni nazionali
- Coppa d'Islanda: 1

ÍA Akraness: 2003
- Coppa di Lega islandese: 1

ÍA Akraness: 2003
- Supercoppa d'Islanda: 1

ÍA Akraness: 2004